# Hildegard Marchand
Rosa Hildegard Marchand (* 17. April 1896 in Marburg; † 12. Dezember 1950 in Weimar) war eine deutsche Kunsthistorikerin, die an den Staatlichen Kunstsammlungen zu Weimar (heute: Klassik Stiftung Weimar) wirkte.

## Leben
Hildegard Marchand war eine Tochter des Pathologen Felix Marchand. Ab 1917 studierte sie Kunstgeschichte an der Universität Leipzig und wurde dort 1924 bei Wilhelm Pinder mit einer Arbeit zur Plastik des 15. Jahrhunderts im Dom zu Halberstadt zum Dr. phil. promoviert. Ihr Doktorvater bezeichnete diese Arbeit als „vorzüglich“. Anschließend war sie Assistentin am Museum der bildenden Künste in Leipzig unter Richard Graul, 1926 Assistentin an der Dresdener Gemäldegalerie als Nachfolgerin von Erna von Watzdorf.
1939 erhielt sie eine Stelle als Museumsassistentin unter Walther Scheidig an den Staatlichen Kunstsammlungen zu Weimar. Gemeinsam mit Scheidig konzipierte sie 1939 eine Gedächtnisausstellung für Bernhard von Weimar im Schlossmuseum und erstellte mit ihm 1944 ein Gutachten zu den zehn Zeichnungen von Johann Wolfgang von Goethe, Jakob Philipp Hackert, Johann Heinrich Meyer und Johann Georg Schütz im Skizzenbuch der Luise von Göchhausen. Für die Bände 35 und 36 des Allgemeinen Lexikons der Bildenden Künstler von der Antike bis zur Gegenwart schrieb sie mehrere Artikel.
Zahlreiche Bücher von Hildegard Marchand gelangten später in die Bibliothek ihres Neffen Reinhart Koselleck.

## Schriften (Auswahl)
(chronologisch)
- Die Plastik des Halberstädter Doms im 15. Jahrhundert mit besonderer Berücksichtigung der Übergangszeit von 1430–60. Dissertation Leipzig 1925.
  - Auszug: Die Plastik des Halberstädter Doms im XV. Jahrhundert. In: Zeitschrift für Bildende Kunst. 59, 1925/26, S. 310–318.
- Henrik Moor. In: Der Zwiebelfisch. Zeitschrift über Bücher, Kunst und Kultur. München, 23. Jg. 1930/31, Heft 2, S. 64–67.
- mit Walther Scheidig: Bernhard von Weimar und der Dreißigjährige Krieg. Katalog der Gedächtnis-Ausstellung im Schloßmuseum zu Weimar, Uschmann, Weimar 1939.
- Carl August Keßler, ein unbekannter Thüringischer Bildnismaler der Biedermeierzeit. In: Zeitschrift des Deutschen Vereins für Kunstwissenschaft. 9, 1942, S. 137–144.[8]
- Westermayr, Henriette (Christiane H. Dorothea). In: Hans Vollmer (Hrsg.): Allgemeines Lexikon der Bildenden Künstler von der Antike bis zur Gegenwart. Begründet von Ulrich Thieme und Felix Becker. Band 35: Waage–Wilhelmson. E. A. Seemann, Leipzig 1942, S. 449 (biblos.pk.edu.pl).
- Ein Denkmal antiken Auferstehungsglaubens. Deutungsversuche der in Weimar aufgestellten Ildefonso-Gruppe – Goethe dankt ihr „seligste Augenblicke“. In: Thüringische Landeszeitung. vom 16. April 1949.